# アンヘル・ヘスス・ガルシア
アンヘル・ヘスス・ガルシア・マルティン（Ángel Jesús García Martín, 1947年12月15日 - ）は、スペインのヴァイオリン奏者。
アルデアヌエバ・デ・ラ・ベラの出身。リセウ高等音楽院でヴァイオリンを学び、フアン・マルシュ財団からの助成金を受けてパリ音楽院でルネ・ベネデッティとクリスチャン・フェラスに師事し、またレオニード・コーガンやティボール・ヴァルガの薫陶も受けた。1966年からアムステルダム・フィルハーモニー管弦楽団に在籍し、1970年にシュトゥットガルト放送交響楽団のコンサートマスターに転出した。その後、1973年からシュトゥットガルト州立歌劇場、1977年からミュンヘン・フィルハーモニー管弦楽団、1983年からバイエルン国立管弦楽団の各オーケストラのコンサートマスターの座を渡り歩き、1974年から1989年までバイロイト祝祭管弦楽団のコンサートマスターを兼任した。その後は帰国して1995年までRTVE交響楽団のコンサートマスターとして活動した。1995年以降はバルセロナ交響楽団のコンサートマスターを務める一方で、地元の青少年オーケストラの指導にも力を入れるようになった。